# 庫寧加
12°14′S 16°47′E / 12.233°S 16.783°E
庫寧加（Cunhinga）是安哥拉的市鎮，位於該國中部，由比耶省負責管轄，東鄰卡塔博拉，面積1,509平方公里，2012年該市鎮人口43,000，人口密度每平方公里29人。